# Нахаль-Оз
На́халь-Оз (ивр. נַחַל עֹז‎ ; букв. «Могучий ручей» или «Могучий Нахаль») — кибуц на юге Израиля. Расположен в северо-западной части пустыни Негев, недалеко от границы с сектором Газа и от городов развития Сдерот и Нетивот. Относится к региональному совету Шаар ха-Негев. В 2020 году его население составляло 423 человек.

## История
Кибуц был основан в 1951 году как первое в стране поселение, возникшее в рамках израильской программы создания военизированных поселений «Нахаль». Первоначально его называли Нахлаим Муль Аза (ивр. נחלאים מול עזה‎; букв. «Солдаты Нахаля напротив Газы»). В 1953 году он стал гражданским посёлком.
В апреле 1956 года офицер службы безопасности кибуца Рои Ротберг попал в засаду и был убит террористами из Газы. На похоронах Ротберга присутствовал Моше Даян, тогдашний начальник Генерального штаба Цахала, который произнёс надгробную речь, впоследствии получившую широкую известность.
Вплоть до конца 80-х годов жители кибуца часто ездили на рынки в находящийся в нескольких сотнях метров от них сектор Газа, особенно за знаменитыми рыбой и
морепродуктами. Приватизация кибуца началась в 1997 году.
После 2007 года кибуц неоднократно подвергался обстрелам из сектора Газа. 22 августа 2014 года в ходе операции «Нерушимая скала» четырёхлетний житель кибуца Даниель Трегерман был убит миномётным обстрелом со стороны сектора Газа.

### Резня ХАМАСа в октябре 2023 года
Во время вторжения Хамаса в октябре 2023 года примерно 20 террористов Хамаса вошли в Нахаль-Оз. Они ворвались в дома в кибуце и расстреляли жителей. Кибуц находился под контролем Хамаса в течение 12 часов, пока Армия обороны Израиля не нейтрализовала боевиков и не вернула контроль над кибуцем. Помимо резни, террористы Хамас похитили и увели в Газу семью — родителей и троих детей, причём вели прямую трансляцию похищения через телефон матери.
26 ноября 2023 года были освобождены трое заложников из Нахаль Оз, одна из них была госпитализирована в тяжелом состоянии сразу после освобождения.

## Экономика
Сельское хозяйство кибуца основано на растениеводстве, молочном производстве и разведении кур. Здесь также есть завод («Озат») по производству гаек и болтов, а также высокотехнологичная фирма.

## Население
По данным Центрального статистического бюро Израиля, население на начало 2020 года составляло 423 человека.